# Apwint
Apwint (en birmà: အပွင့်) és un terme culturalment específic de Myanmar que s'utilitza per referir-se a les persones assignades a homes al néixer que s'identifiquen obertament com a dones i se senten atretes pels homes. Fora del context local, les «awint» solen considerar-se de manera més àmplia com a dones transgènere. Tanmateix, segons Veronese et al.:
| « | A diferència de les caracteritzacions típiques de l'Occident [com a la comunitat LGBT] que utilitzen categories separades per definir les identitats sexual i gènere, sovint s'utilitza un conjunt d'etiquetes a Àsia per caracteritzar les identitats sexuals i de gènere. | » |

Un altre terme de Myanamar, «apone» (en birmà: အပုန်း), s'utilitza per descriure els homes «que estan orientats sexualment cap a altres homes però que oculten les seves preferències sexuals en la majoria d'esferes socials o circumstàncies i sovint se'ls coneix localment com a amagats, o ocults per la seva presentació com a homes en públic i determinats entorns socials». Es creu que tant «apwint» com «apone» comparteixen el mateix jo interior «femení», però difereixen en la seva expressió de gènere exterior.
La Secció 377 del Codi Penal Colonial Britànic, que criminalitzava tots els actes sexuals «contra l'ordre de la naturalesa», va ser sancionat durant el domini britànic a Birmània i va ser utilitzat per perseguir a les apwint. Després del final del domini britànic el 1948, Myanmar va conservar la llei com a llegat del colonialisme. La policia de Myanmar continua utilitzant la secció 377 per perseguir les apwint, que són «considerats homes als ulls de la llei», encara que no tinguin cap activitat sexual, tot i que això estipula com a disposició de la secció 377. Apwint és estereotipat com a «desviat i criminal» i amenaçat per la policia de detenció simplement per existir a la societat de Myanmar. S'ha registrat que la policia utilitzava amenaces per forçar «sol·licitar un suborn o un favor sexual» a canvi de no ser arrestat. Com a conseqüència del seu estatus en la societat, les perspectives professionals i econòmiques de les apwint són molt limitades.